# Janówka (województwo pomorskie)
Janówka – wieś w Polsce położona w województwie pomorskim, w powiecie malborskim, w gminie Stare Pole na obszarze Żuław Elbląskich nad Nogatem.
W latach 1975–1998 miejscowość administracyjnie należała do województwa elbląskiego.